# Małgorzata Szumowska
Małgorzata Szumowska est une réalisatrice polonaise, née le 26 février 1973 à Cracovie.

## Biographie
En 2013 elle est membre du jury des longs-métrages lors du 32e Festival international du film d'Istanbul. Le président du jury est le réalisateur australien Peter Weir.
En février 2016 elle fait partie du jury international des longs-métrages lors du 66e Festival de Berlin, présidé par la comédienne américaine Meryl Streep.
En septembre 2018, elle fait partie du jury international des longs-métrages lors de la Mostra de Venise, présidé par le réalisateur mexicain Guillermo del Toro.
En 2021 elle préside le jury du 65e Festival du film de Londres. 

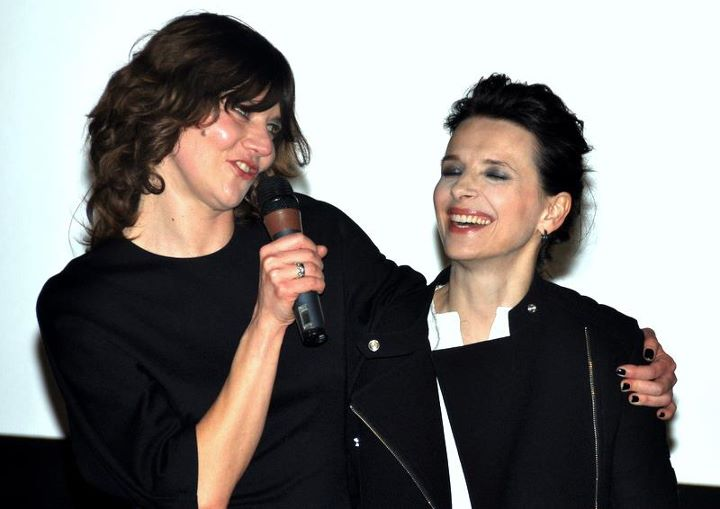
La réalisatrice Małgorzata Szumowska en compagnie de Juliette Binoche en 2012.

## Filmographie

### Réalisatrice

#### Longs métrages
- 2000 : Szczęśliwy człowiek
- 2004 : Ono
- 2008 : 33 Scènes de la vie (33 sceny z życia)
- 2012 : Elles
- 2013 : Aime et fais ce que tu veux (W imię...)
- 2015 : Body (Ciało)
- 2017 : Twarz
- 2019 : The Other Lamb
- 2020 : Never Gonna Snow Again
- 2022 : Infinite Storm (en)
- 2023 : Kobieta z...

#### Courts métrages
- 1996 : Kobiety są jak kwiaty
- 1996 : Zanim zniknę
- 1997 : Dusza z ciała wyleciała
- 1999 : Cisza (documentaire)
- 2000 : Wniebowstąpienie
- 2004 : Skrzyżowanie
- 2004 : Visions of Europe - segment Crossroad
- 2005 : Solidarność, Solidarność... - segment Father
- 2006 : A czego tu się bać?  (documentaire)

Prochainement
- 2021 : Together Now (1 segment, en production)

### Scénariste
- 1996 - Zanim zniknę
- 2000 - Szczęśliwy człowiek
- 2004 - Ono
- 2004 - Visions of Europe
- 2005 - Solidarność, Solidarność...
- 2006 - A czego tu się bać?
- 2008 - 33 sceny z życia
- 2012 - Elles
- 2013 : Aime et fais ce que tu veux
- 2015 : Body (Ciało)
- 2017 : Face (Twarz)

### Productrice
- 2009 - Antichrist - coproductrice
- 2004 - Visions of Europe
- 2013 : Aime et fais ce que tu veux
- 2015 : Body (Ciało)
- 2017 : Face (Twarz)

## Décorations
- Croix d'or du Mérite de Pologne (16 juin 2015)
- Médaille d'argent du Mérite culturel polonais Gloria Artis (2 novembre 2015)

## Récompenses
- Pour le film 33 Scènes de la vie (33 sceny z życia) :
  - Prix de la mise en scène au Festival du film polonais de Gdynia de 2008
  - Paszport Polityki 2008
  - Aigle du meilleur film aux Orły cinématographiques polonaise en 2008
  - Prix spécial du jury au Festival de Locarno 2008
- Pour le film Szczęśliwy człowiek :
  - Prix artistique au Festival international du film de Thessalonique 2000
- Pour Body
  - Ours d'argent du meilleur réalisateur à la Berlinale 2015
- Pour Aime et fais ce que tu veux (W imię...) :
  - Teddy Awardà la Berlinale 2013